# 松浦莞二
松浦 莞二（まつうら かんじ）は、日本の映像作家、映画研究者。

## 概要
大阪府大阪市出身。短編映画、CM、ミュージックビデオ、インスタレーションなどを監督／制作。映画研究もおこなう。2010年にスタジオkkを設立。2016年から映画研究者：宮本明子と小津安二郎の共同研究を開始、2019年には『小津安二郎 大全』を刊行した。

## 主な監督作品
- 『ロシアの山』（2008年） - PIRとの共同監督作品。第4回シネアスト・オーガニゼーション・大阪、ポケットフィルムフェスティバル選出。
- 『鏡のなかの鏡』（2010年） - LA日本映画際、DOTMOV FESTIVAL、イメージフォーラムフェスティバル[3]、調布映画祭ほか選出。米国、英国、中国、ブラジル、インドなど世界10数カ国で上映された[4]。
- 『HIGH SPEED』（2011年） - KAVCシアター他上映[5]。
- 『Remaking Avatar In A Day』（2011年） - 出口道子との共作。Jameson Empire, Done In 60 Seconds Award 日本ベスト4[6]。
- 『MuDA 男祭り』（2012年）
- 『テーラー 佐伯博史の仕事』（2013年） - 神戸ファッション美術館での展覧会「日本の男服」（2013年）、「ファッション都市神戸」（2017年）にて展示/収蔵。
- 『エレベーターの男』（2013年） - 日本芸術センター 第5回映像グランプリ、選出。
- 『ナゴヤマリンバ』（2014年） - スティーヴ・ライヒのMV。
- 『マリンバ協奏曲』（2014年） - 一柳慧のMV。
- 『ただありきたりの』（2015年） - 第五次米子映画事変、選出[7]。
- 『Discover again Kumiyama』（2015年） - プロデューサー：清水浩。製作：久御山町。
- 『深海と宇宙』（2016年） - 東京工業大学での講演会オープニング映像[8]。（登壇者：長沼毅、片岡龍峰、松永三郎、山本剛義、大平貴之）
- 『一月の手紙』（2017年） - 主演：祷キララ。ショートショートフィルムフェスティバル、カメラ・ジャパン・フェスティバル（ロッテルダム／アムステルダム）、Shorts on Tap（ロンドン）、グアム国際映画祭、バイユー映画祭（ルイジアナ）、札幌国際映画祭、ほか選出[4]。
- 『進化する生命』（2017年） - 東京工業大学での講演会オープニング映像[9]。（登壇者：落合陽一、スプツニ子！ほか）

## 主な参加作品
- 『かぞくのひけつ』（2006年、監督：小林聖太郎）
- 『グレートブリテン』（2007年、監督：石井裕也） - 撮影補佐。
- 『バミューダ☆バガボンドDVD』（2008年、監督：柴田剛） - 編集担当。
- 『堀川中立売』（2009年、監督：柴田剛） - メイキング/特報/VFX担当。
- 『サーカストレイン』（2010年、総合演出：ウォーリー木下） - 京阪電車100周年記念公演。撮影監督。
- 『甘い生活』（2010年） - ブブ・ド・ラ・マドレーヌ作品。国立国際美術館収蔵作のリビルド版。映像制作担当。
- 『水図』（2010年 - ） - ブブ・ド・ラ・マドレーヌ+山田創平作品。ロンドンPumpHouseGallery、京都精華大学[10]、混浴温泉世界’12展示。映像制作。
- 『霧はれて光きたる春』（2011年） - 花村周寛作品。日本経済新聞社賞他受賞。READYFOR OF THE YEAR 2014 クリエイティブ部門賞。BS朝日Fresh Facesにて一部放送。撮影/編集。
- 『トミーカイラ・ZZ』（2011年） - EVスポーツカー、TommykairaZZのCM。撮影監督。
- 『Marcelino』（2013年、監督：吉田徹） - 撮影監督。
- 『ψ（PSI）』（2014年、監督：吉田徹） - 乃木坂46、松村沙友理PV「夏のFree&Easy」収録。編集担当。
- 『JR西日本線路メンテナンスCM』（2016年） - 撮影補佐。

## 映像制作以外の活動
- 『父ありき―菅野公子氏インタヴュー』（2014年） - 厚田雄春の三女へのインタヴュー[11]。
- 『anima / body』（2016年） - 『魔女の宅急便』などの仕事で知られるアニメ美術家伊藤豊とのトークセッション[12]。
- 『朧げな際』（2016年） - 京都市立芸術大学ギャラリーでの展覧会、写真撮影[13]。
- 早稲田大学文化構想学部 現代人間論系演習（2016年）[14]。
- 都留文科大学比較文化学科での特別授業（2017年）[14]。
- 『小津安二郎の音を語る』講演（2017年）[15]。
- 東京工業大学社会人アカデミー主催講座「コーヒーの科学」（2017年） - パンフレットデザイン[16]。
- SCMS:Society for Cinema and Media Studies（2018年、トロント） - 講演。
- 小津安二郎生誕115年・小津安二郎青春記念館15周年記念展（2018年、松阪） - 講演。
- ICSSB:International Conference on Social Science and Business（2018年、グアム） - 講演。
- International Symposium on Business and Social Sciences（2018年、シンガポール）- 講演。
- 『豆腐屋はオカラも作る　映画監督小津安二郎のこと』（2018年、田中康義） - 著者撮影[17]。
- トークイベント「北村薫×松浦莞二」[18]（2019年）。
- トークイベント「保坂和志×松浦莞二×宮本明子」[19]（2019年）。
- シンポジウム「OZU2020」（周防正行らとの鼎談）[20]（2020年）。
- 小津安二郎学会運営
- 小津組スタッフへの取材[21]：川又昻、兼松煕太郎、篠田正浩、末松光次郎、田中康義、田邉皓一、山内静夫ほか（2022年3月時点）。
- 小津作品出演者への取材[21]：岩下志麻、香川京子、司葉子、長谷部朋香・千村洋子、山本富士子（2022年3月時点）。
- 小津関連取材[21]：浦沢直樹、坂本龍一、惣領冬実、ミシェル・シオンほか（2022年3月時点）。
- 関西大学での特別講義[21]。

## 著書
- 『小津安二郎 大全』（2019年、朝日新聞出版） - 編著[22]。
- 『改訂新版 小津安二郎・人と仕事』（2022年、小津安二郎学会） - 編纂[23]。